# Trinomys
Trinomys är ett släkte av gnagare i familjen lansråttor med 10 eller 11 arter som förekommer i östra Brasilien. Taxonet listades tidigare som ett undersläkte till Proechimys men en genetisk undersökning bekräftade 1996 att Trinomys är ett självständigt släkte.
Det vetenskapliga namnet syftar på att arterna har tre veck i molarerna.

## Utseende
I motsats till Proechimys har arterna inga åsar av ben på skallens topp. Pälsen på ovansidan är allmänt rödbrun och den kan innehålla några borstiga täckhår. Svansen kan vara lite kortare eller lite längre än huvud och bål tillsammans (86 till 106 %). Hos några arter förekommer en tofs av längre hår vid svansspetsen.

## Arter
IUCN listar följande arter:
- Trinomys albispinus, lever i de brasilianska delstaterna Sergipe, Bahia och Minas Gerais.
- Trinomys dimidiatus, finns i delstaten Rio de Janeiro och kanske i angränsande delstater.
- Trinomys eliasi, förekommer i norra delen av delstaten Rio de Janeiro.
- Trinomys gratiosus, hittas i kulliga områden i delstaterna Minas Gerais och Rio de Janeiro.
- Trinomys iheringi, lever i delstaterna São Paulo och Rio de Janeiro.
- Trinomys mirapitanga, finns i delstaten Bahia.
- Trinomys moojeni, är endemisk i en bergstrakt i Minas Gerais.
- Trinomys paratus, hittas i delstaterna Espirito Santo och Minas Gerais.
- Trinomys setosus, har ett stort utbredningsområde i östra Brasilien vid Atlanten.
- Trinomys yonenagae, lever vid floden São Francisco i delstaten Bahia.

Wilson & Reeder (2005) listar ytterligare en art.
- Trinomys myosuros, den betraktas av IUCN som synonym till Trinomys setosus.